# Policendarlehen
Ein Policendarlehen ist eine Form des Verbraucherkredits, bei der der Rückkaufswert einer Lebensversicherung als Sicherheit für die Gewährung eines Darlehens verwendet wird. Dies ermöglicht in der Regel einen niedrigeren Zinssatz, vor allem aber den Verzicht von Bonitätsprüfungen und Schufa-Eintrag, wie das bei einem Ratenkredit oder einem Dispositionskredit der Fall ist. Als Sicherheit können sowohl kapitalgedeckte als auch fondsgebundene Lebensversicherungen verwendet werden. Policendarlehen können sowohl vom Versicherer selbst, als auch von eigens darauf spezialisierten Banken und Unternehmen im Zweitmarkt für Lebensversicherungen vergeben werden. Die Zinssätze für ein Policendarlehen können mitunter stark voneinander abweichen.
Vom Policendarlehen zu unterscheiden ist die Vorauszahlung der Versicherungsleistung aus einem Lebensversicherungsvertrag an den Versicherungsnehmer durch den Versicherer oder durch ein Unternehmen des Lebensversicherungs-Zweitmarktes. Eine Vorauszahlung stellt eine vorgezogene Auszahlung eines Teils des Rückkaufswertes dar, wobei die Versicherung samt Todesfallschutz vollständig erhalten bleibt. Läuft der Versicherungsvertrag ab, werden von der Ablaufleistung des Versicherers die vorzeitig erhaltenen Leistungen samt Zinskosten abgezogen. Diese Zinskosten tragen einen kreditähnlichen Charakter. Solche kreditähnlichen Geschäfte werden überwiegend im Zweitmarkt für Lebensversicherungen angeboten.

## Allgemeines
Das Policendarlehen ist der Höhe nach auf den vertraglich bzw. nach Gesetz (§ 169 VVG) bestimmten Rückkaufswert ggf. inklusive Überschussanteile abzüglich Kapitalertragsteuer begrenzt (dem Beleihungswert).
Das Policendarlehen ist eine Alternative zur Kündigung, der Beitragsfreistellung oder dem Verkauf der Lebensversicherung.

## Tilgung
Die reguläre Tilgung erfolgt in Höhe der vereinbarten Raten. Sondertilgungen durch den Versicherungsnehmer sind möglich.

## Vorauszahlungen bei fondsgebundenen Lebensversicherungen
Bei fondsgebundenen Lebensversicherungen erfolgt die Vorauszahlung in Form von Fonds-Anteilen. Der Versicherungsnehmer muss bei Tilgung des Policendarlehens den Wert der entsprechenden Anzahl von Fonds-Anteilen zurückzahlen, dadurch ergibt sich eine implizite Verzinsung des Darlehens in Höhe der Fonds-Performance; weiter sind die während der Laufzeit auf die entlehnten Anteile entfallenen Ausschüttungen zu berücksichtigen.

## Verpfändete Versicherungen
Ist der Versicherungsvertrag (z. B. als Kreditsicherheit) abgetreten oder verpfändet, muss der Drittberechtigte dem Policendarlehen zustimmen. Das Gleiche gilt für den Bezugsberechtigten bei einem bestehenden unwiderruflichen Bezugsrecht.

## Rechtliches
Policendarlehen können über einen rechtlich unterschiedlichen Status verfügen, der davon abhängt, wer das Darlehen gewährt. Wenn der Versicherer selbst das Darlehen gewährt, handelt es sich dabei um kein Darlehen im rechtlichen Sinn, sondern eine Vorauszahlung auf die zu erwartende Versicherungsleistung. Die Zinsen stellen dabei auch keine Darlehenszinsen, sondern einen erhöhten Versicherungsbeitrag dar. Grundlage dafür ist der Versicherungsvertrag. Gewährt hingegen eine Bank oder ein Unternehmen des Lebensversicherungs-Zweitmarktes ein solches Darlehen, handelt es sich dabei um ein Darlehen im rechtlichen Sinn. Grundlage dafür ist hier ein gesonderter Darlehensvertrag, während der Versicherungsvertrag bestehen bleibt.

## Steuerliche Aspekte
Die Lebensversicherung ist verpflichtet, Policendarlehen von mehr als 25.565,00 EUR dem Finanzamt anzuzeigen.